# Трошу (Алберта)
Трошу (енгл. Trochu) је малена варошица у централном делу канадске провинције Алберта, у оквиру статистичке регије Јужна Алберта. Варошица се налази 15 км северно од вароши Три Хилс на раскршћу локалних путева 21 и 585. 
Насеље је основано 1903. и добило је име по трговцу Арману Трошу који је на месту данашњег насеља основао трговачку компанију St. Anne Ranch Trading Company.
Према подацима пописа становништва из 2011. у варошици су живела 1.072 становника у 429 домаћинстава, што је за 6,7% више у односу на 1.005 житеља колико је регистровано приликом пописа 2006. године.
Привреда насеља почива на пољопривреди и експлоатацији нафте и природног гаса.
Највећа атракција варошице је ботаничка башта са преко 1.000 различитих примерака дрвећа, жбуња и цвећа, како аутохтоних тако и неаутохтоних врста.

## Становништво
| 2006. | 2011. |
| ----- | ----- |
| 1.005 | 1.072 |